# Capriasca
Capriasca je obec ve švýcarském kantonu Ticino, okresu Lugano. Žije zde přibližně 6 700 obyvatel.

## Geografie
Obec vznikla v roce 2001 sloučením obcí Cagiallo, Lopagno, Roveredo Capriasca, Sala Capriasca, Tesserete a Vaglio. Leží převážně v údolí řeky Capriasca (Val Capriasca), která obci také dala jméno.
Sousedními obcemi jsou Monteceneri a Isone na severu, Ponte Capriasca a Lugano na východě, Canobbio, Comano a Origlio na jihu a Mezzovico-Vira a Ponte Capriasca na západě.

## Historie

Sala a Tesserete (1950)

Oblast údolí řeky Capriasca byla osídlena již ve středověku (opevněný burgus v Sala Capriasca) a je zmiňována již v roce 1078, kdy milánská šlechtična Contessa darovala své statky v údolí farnímu kostelu Santo Stefano v Tesserete. Po krátkém období politické a hospodářské nadvlády Milána (1185–1196) se Pieve Capriasca dostala pod kontrolu města Como, ale z církevního hlediska zůstala milánskou enklávou s ambrosiánským ritem. Od mateřského kostela v Tesserete se oddělily farnosti Ponte Capriasca (1455), Origlio (1583), Bidogno (1615) a Sala Capriasca (1933). Přestože existují doklady o tom, že již ve 13. století žilo vedle sebe několik sousedních obcí, měla Capriasca ve středověku jednotné uspořádání.
Rozhodnutí kantonálního parlamentu z června 2000 o sloučení šesti obcí údolí Val Capriasca schválili občané Ticina v září téhož roku. Obec Sala Capriasca, která byla proti sloučení, se odvolala ke Spolkovému soudnímu dvoru, který však v březnu 2001 potvrdil výsledek obou hlasování a prohlásil tak nucené sloučení za zákonné. První orgány nové obce byly jmenovány v říjnu 2001; její sídlo je v Tesserete. Campestro se s Tesserete sloučilo již v roce 1976. Dne 20. dubna 2008 se Bidogno, Corticiasca a Lugaggia sloučily a vytvořily novou obec Capriasca.

## Obyvatelstvo

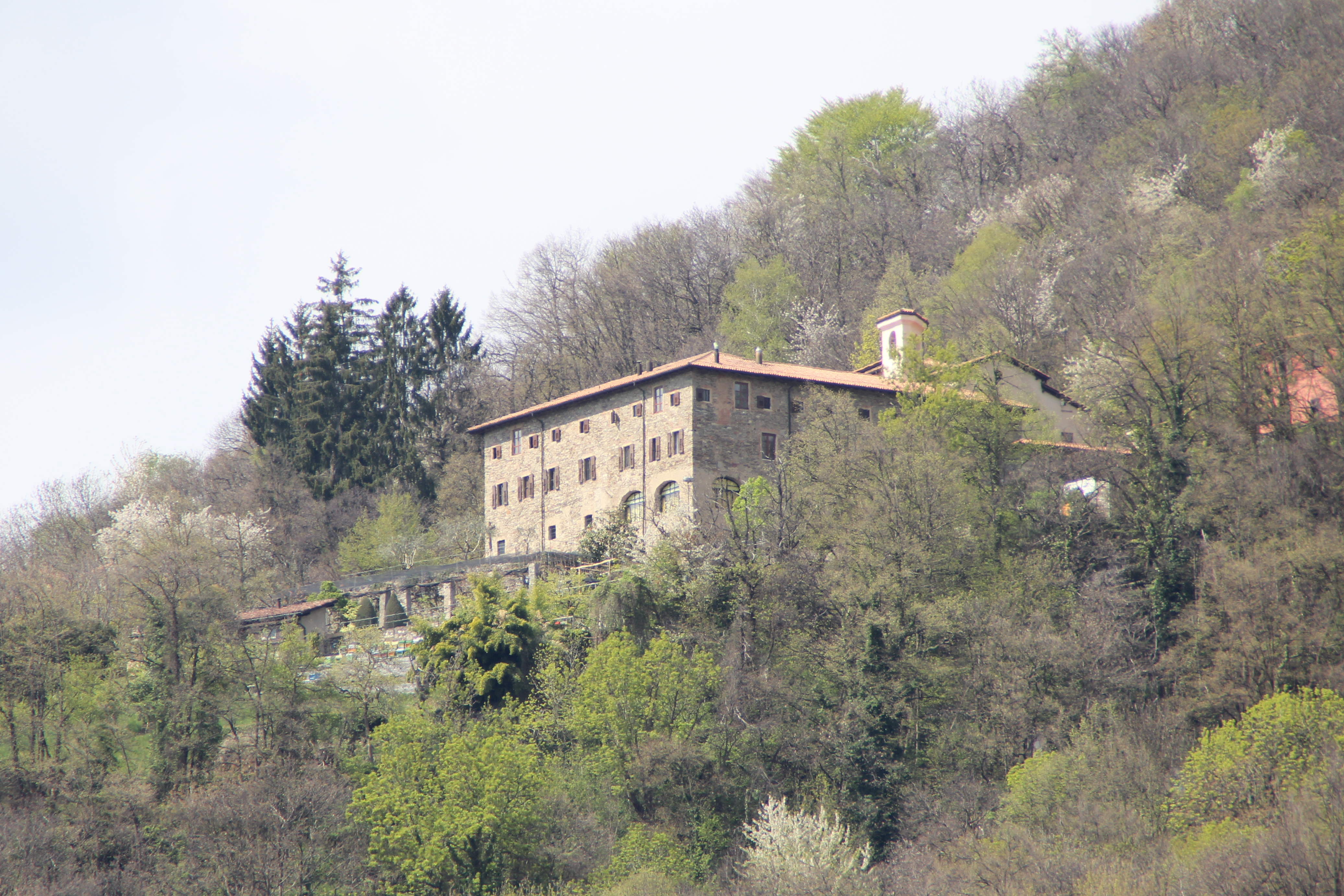
Klášter Bigorio

| Rok            | 1970 | 1980 | 1990 | 1995 | 2000 | 2005 | 2006 | 2007 | 2008 | 2010 | 2020 |
| Počet obyvatel | 3682 | 4192 | 4583 | 5049 | 5439 | 5937 | 5979 | 6030 | 6169 | 6285 | 6755 |

## Hospodářství a doprava
Hospodářství Capriascy bylo tradičně založeno na zemědělství a pastevectví. Obyvatelé doplňovali své příjmy příjmy ze sezónního vystěhovalectví (především ve stavebnictví). Železniční trať Lugano–Tesserete, otevřená roku 1909, podpořila rozvoj cestovního ruchu ve střední a dolní části údolí. V posledních desetiletích se Tesserete stalo regionálním centrem služeb v oblasti Lugana. Od roku 1950 se horní část údolí Capriasca vylidňuje v důsledku úpadku zemědělství, zatímco střední a dolní část údolí zaznamenala nárůst počtu obyvatel (přibližně 3000 obyvatel) v důsledku růstu aglomerace Lugana. Vesnice přerostly své staré hranice a tradiční stavební styl mizí. Společné vlastnictví alp a horských pastvin je dosud charakteristické pro mnoho obcí v údolí.
Obec leží mimo hlavní dopravní tahy; nejbližší napojení na dálnici je na dálnici A2 u obce Mezzovico. Katastrem obce prochází také úpatní tunel Ceneri, který je však v její oblasti zahlouben hluboko pod povrchem. Na úzkorozchodné trati Lugano–Tesserete byl pro nerentabilitu zastaven provoz v roce 1967 a trať byla následně snesena. Capriasca je od té doby spojena s Luganem pomocí autobusových linek.